# Libó (arquitecte)
Libó (Libon, Λίβων) fou un arquitecte grec natural d'Elis. Fou el constructor del gran temple de Zeus a l'Altis d'Olímpia a la ciutat d'Elis cap al 460 aC, un temple fet amb les despulles de la ciutat de Pisa i altres de veïnes que s'havien revoltat i havien estat derrotades. Aquests fets es daten vers el 580 aC, però la construcció del temple segurament es va demorar uns anys i probablement no feia molt de temps que s'havia acabat quan Fídies va fer l'estàtua d'or i vori de Zeus (437 aC), per la qual cosa cal situar l'arquitecte a la primera meitat del segle v aC. D'aquest temple encara queden algunes ruïnes.